# Бортко Володимир Володимирович (молодший)
Володи́мир Володи́мирович Бортко́ (нар. 7 травня 1946, Москва, РРФСР) — радянський, російський кіномитець та політичний діяч, пропагандист, путініст, українофоб. Кінорежисер, сценарист та продюсер українського походження. Заслужений діяч мистецтв Росії (1994). Народний артист Російської Федерації (2000). Народний артист України (2003; позбавлений звання в 2023 році, через підтримку російського вторгнення до України). Депутат Державної Думи РФ VI скликання від КПРФ.
Занесений до переліку осіб, що загрожуть нацбезпеці Україні. Фігурант бази центру «Миротворець». В Україні заборонено публічне виконання аудіовізуальних творів за участю Володимира Бортка.
Підписав колективне звернення «Діячі культури Росії — на підтримку позиції Президента по Україні та Криму» .

## Життєпис
Його батьки мали українське походження. Батько — театральний режисер Володимир Бортко, мати — акторка Марина Захаренко. Виховувався (з 18-річного віку) в родині українського драматурга Олександра Корнійчука, який був його вітчимом.
У 1974 закінчив кінофакультет Київського театрального інституту ім. Карпенка-Карого (майстерня Родіона Єфименка і Вадима Чубасова, 1969—1974) за спеціальністю «Режисура кіно та телебачення».
Працював асистентом режисера та режисером-постановником на Київській кіностудії художніх фільмів імені Олександра Довженка.
Із 1980 — режисер-постановник кіностудії «Ленфільм». Член КПРФ.
Із 2011 — депутат Державної думи Росії.

## Громадська діяльність
У березні 2014 року підписав листа на підтримку політики президента Росії Володимира Путіна щодо російської військової інтервенції в Україну.
«Со внутренней политикой Владимира Владимировича я не согласен. Однако с внешней — согласен на 154 процента. В том числе и с его действиями по отношению к Украине и Крыму. Именно поэтому я и подписал письмо.»
11 грудня 2015 року розпочато збір підписів під електронною петицією до Президента України з вимогою позбавити В. В. Бортка почесного звання «Народний артист України».

2022 року схвалив визнання В. В. Путіним незалежності ДНР та ЛНР: 
«Я отнёсся к этому не просто положительно, а чрезвычайно положительно… В моём понимании украинское государство существует, но украинского народа нет — это русский народ».

## Політична діяльність
Депутат Державної Думи РФ від КПРФ.

Під час обговорення Держдумою законопроєкту Дмитра Гудкова про скасування «строку давності» для розгляду апеляцій у справах про фальшиві дисертації, за котрим, як визнають багато аналітиків, успішно ховаються тисячі дисертаційних брехунів і шахраїв, які купили собі вчені ступені, депутат Володимир Бортко сказав:
Що буде, якщо ми ухвалимо цей закон? Не будемо приховувати, що людина грішна, і з його ухваленням буде завдано удару по керівництву нашої країни. Чи варто його ухвалювати зараз?
Таким чином, він визнав, що «керівництво країни» (Росії) — брехуни, аферисти й злодії. Але у зв'язку з важким міжнародним становищем пропонував їх пожаліти. «Бо як же це ми піднімемо руку на святе: на право влади брехати й красти» — саркастично прокоментував депутатську пропозицію Бортка російський журналіст і політичний оглядач Сергій Пархоменко. Після цього законопроєкт щодо скасування «строку давності» для плагіатів Держдума відхилила.

## Санкції зі сторони України
22 листопада 2024 року позбавлений державних нагород України та інших форм відзначення згідно Указу Президента. 

## Режисерські роботи
- 1975 — Канал
- 1978 — Комісія з розслідування
- 1980 — Мій тато — ідеаліст
- 1984 — Без сім'ї
- 1984 — Блондинка за рогом
- 1986 — Голос (у співавт.; кіноальманах «Винятки без правил»)
- 1987 — Одного разу збрехавши…
- 1988 — Собаче серце
- 1991 — Афганський злам
- 1992 — Щасти вам, панове!
- 1996 — Вулиці розбитих ліхтарів (ТВ) Під псевдонімом Ян Худокормов
- 1998 — Цирк згорів, і клоуни розбіглися
- 2000 — Бандитський Петербург. Фільм 1. Барон (Серіал)
- 2000 — Бандитський Петербург. Фільм 2. Адвокат (Серіал)
- 2003 — Ідіот (Серіал)
- 2005 — Майстер та Маргарита (серіал)
- 2009 — Тарас Бульба
- 2011 — Петро Перший. Заповіт
- 2017 — Про кохання